# Przedbórz
Przedbórz este un oraș în Polonia.
- www.przedborz.yoyo.pl